# Lluís Gallén i Balaguer
Lluís Gallén i Balaguer   (Barcelona, 7 d'abril de 1928 - 25 de maig de 2022) fou un jugador d'hoquei sobre patins català de la dècada de 1940 i entrenador.

## Trajectòria
El seu pare era l'encarregat a l'Skating Club de Barcelona, club que finalitzada es convertí en Club Patí, i on començà a practicar l'hoquei sobre patins. Romangué al club fins 1944, passant després pel Frente de Juventudes de Barcelona i pel Centre d'Esports Sabadell. L'any 1946 fitxà pel RCD Espanyol, on jugà tres temporades, guanyant en totes tres el campionat de Catalunya i el campionat d'Espanya. L'any 1947 formà part de la primera selecció espanyola, que fou tercera al Campionat del Món.
Durant els anys 1950 marxà al Brasil per motius professionals, i allí jugà i entrenà la SE Palmeiras, amb la qual guanyà tres campionats estatals. Retornat a Catalunya, durant la temporada 1967-68 fou entrenador del CE Arenys de Munt.
El seu germà Pere Gallén i Balaguer també fou jugador d'hoquei.

## Palmarès
RCD Espanyol
- Campionat de Catalunya:
  - 1947, 1948, 1949
- Campionat d'Espanya:
  - 1947, 1948, 1949